# Novi Bračin
Novi Bračin (cyr. Нови Брачин) – wieś w Serbii, w okręgu niszawskim, w gminie Ražanj. W 2011 roku liczyła 511 mieszkańców.